# Pietà dei Turchini (Nápoly)
A Pietà dei Turchini templom Nápoly történelmi központjában.

## Története
1592 és 1595 között építették a szomszédos konzervatóriummal együtt tehetséges gyerekek számára. Nevét az itt tanuló diákok által viselt kék zubbonyok után kapta. Az intézményben tanultak többek között Alessandro Scarlatti, Giovanni Paisiello és Giovan Battista Pergolesi. 1633 és 1639 között átépítették kupoláját valamint apszisát. A ma is látható homlokzat 1769-1770 között épült meg Bartolomeo Vecchione tervei alapján. A templombelsőt a kor leghíresebb művészeinek alkotásai díszítik: Battistello Caracciolo, Luca Giordano. A templom egyhajós, oldalkápolnákkal.